# Фьоритто, Винченцо
Винченцо Фьоритто (итал. Vincenzo Fioritto; 29 августа 1921 — 10 сентября 1943) — итальянский офицер, танкист во время Второй мировой войны. Кавалер высшей награды Италии за подвиг на поле боя — золотой медали «За воинскую доблесть» (посмертно).

## Биография
Родился 29 августа 1921 года в Риме, Королевство Италия.
В 1940 году окончил Римский университет Ла Сапиенца по специальности юриспруденция. В 1942 году окончил Военную академию Модены, присвоено звание младшего лейтенанта. Был направлен в 32-й танковый полк.
Винченцо Фьоритто проходил службу в 4-м танковом полку в Риме, когда правительство Бадольо объявило нейтралитет Италии во Второй мировой войне. Принимал участие в обороне Рима от частей вермахта в районе ворот Сан-Паоло. Командир танкового взвода M13/40 4-го танкового полка младший лейтенант Винченцо Фьоритто погиб в бою 10 сентября 1943 года, предприняв танковую атаку на колонну бронетехники противника.
Посмертно награждён золотой медалью «За воинскую доблесть».
Из представления к награде:

Comandante di plotone carri M., ricevuto ordine di attaccare una forte colonna tedesca, appoggiata da carri e potenti artiglierie, pur essendo certo che l’ardua impresa avrebbe comportato la distruzione dei suoi modesti mezzi, l’affrontava con stoica fermezza, riuscendo in un primo tempo, operando con estrema audacia, ad arrestare l’irruzione del nemico cui distruggeva alcuni pezzi anticarro. Riaccesasi aspra la lotta che gli inutilizzava la quasi totalità del personale e dei mezzi, col suo carro più volte colpito, azionato ormai da lui e dal solo pilota, raccoglieva i pochi carri superstiti e alla testa di essi si lanciava nuovamente sull’avversario nel disperato tentativo di interdirgli la via alla Città Eterna. Colpito da una granata che gli asportava il braccio sinistro trovava ancora la forza, prima di esalare l’ultimo respiro, di incitare il suo pugno di eroi a proseguire la lotta. Giovanissimo ufficiale, in un breve periodo di generale smarrimento additava ai più, con l’estremo sacrificio, la via del dovere e dell’onore Roma, viale Ardeatino, 10 settembre 1943.

## Награды
- Золотая медаль «За воинскую доблесть» (посмертно)

## Память
После войны Римский университет Ла Сапиенца удостоил его почётной степени. В 1976 году в его честь назван 63-й танковый батальон дивизии «Мантова» Вооружённых сил Италии.